# 福岡市立早良中学校
福岡市立早良中学校（ふくおかしりつさわらちゅうがっこう）は、福岡県福岡市早良区内野七丁目にある公立中学校。
平成19年（2007年）度の生徒総数は373名。生徒数は減少傾向にある。
令和7年（2025年）度の生徒総数は約320名。

## 沿革
- 1947年（昭和22年）4月16日 - 早良郡内野村外1ケ村学校組合立早良南中学校として開校。内野小学校の一部を利用。
- 1949年（昭和24年）9月7日 - 新校舎落成。
- 1955年（昭和30年）1月1日 - 早良村発足により早良村立となり早良村立早良南中学校に改称。
- 1956年（昭和31年）8月1日 - 早良村の町制施行により早良町立早良南中学校となる。
- 1967年（昭和42年）6月1日 - 早良町立早良中学校に改称。
- 1975年（昭和50年）3月1日 - 早良町の福岡市への編入により福岡市立早良中学校となる。

## 地理
早良・内野・脇山の3小学校の通学区域、すなわち早良区の東入部・西入部以南のおよそ南半分全域を通学区域とする。学校は福岡平野の南西端、脊振山北麓部の県道56号沿いに位置する。東側には椎原川が流れる。学校周辺は南西に隣接する早良ニュータウンなど新興住宅地の開発が進む一方、田畑も多く存在する。

## 校歌
- 作詞：梅田健
- 作曲：森脇憲三

## 出身有名人
- 重松森雄 - マラソン選手、1965年に当時の男子世界記録を樹立
- 福田満樹 - 北米独立リーグ野球選手